# Elezioni parlamentari a Capo Verde del 2001
Le elezioni parlamentari a Capo Verde del 2001 si tennero il 14 gennaio per il rinnovo dell'Assemblea nazionale.

## Risultati
| Liste                                            | Voti    | %     | Seggi |
| ------------------------------------------------ | ------- | ----- | ----- |
| Partito Africano dell'Indipendenza di Capo Verde | 67 860  | 49,50 | 40    |
| Movimento per la Democrazia                      | 55 586  | 40,55 | 30    |
| Alleanza Democratica per il Cambiamento          | 8 389   | 6,12  | 2     |
| Partito del Rinnovamento Democratico             | 4 630   | 3,38  | –     |
| Partito Social Democratico                       | 620     | 0,45  | –     |
| Totale                                           | 137 085 | 100   | 72    |